# Byrrhus pettiti
Byrrhus pettiti là một loài bọ cánh cứng trong họ Byrrhidae. Loài này được Horn miêu tả khoa học năm 1871.